# Klassengetalprobleem
In de algebraïsche getaltheorie, een deelgebied van de wiskunde, is het klassengetalprobleem voor complexe kwadratische lichamen (Ned) / velden (Be) om voor elke {\displaystyle n\geq 1} een volledige opsomming te geven van complexe kwadratische lichamen/velden {\displaystyle {\big (}\mathbb {Q} (i{\sqrt {d\ }}){\big )}} met klassengetal {\displaystyle n}. Het probleem is naar de Duitse wiskundige Carl Friedrich Gauss genoemd. De wiskundige Heilbron heeft in 1934 bewezen dat het aantal complexe kwadratische lichamen/velden met klassengetal {\displaystyle n} eindig is, maar gaf daar nog geen enkele aanwijzing mee hoe die lichamen/velden te construeren.
Het probleem kan ook in termen van discriminanten worden gesteld. Er bestaan gerelateerde vragen voor de reële kwadratische velden en hun gedrag als {\displaystyle d\to \infty }.

## Websites
- MathWorld. Gauss's Class Number Problem.